# 25577 Wangmanqiang
25577 Wangmanqiang è un asteroide della fascia principale. Scoperto nel 1999, presenta un'orbita caratterizzata da un semiasse maggiore pari a 2,3773635 UA e da un'eccentricità di 0,0354722, inclinata di 5,93453° rispetto all'eclittica.